# Joseph Kohnen
Joseph (Nicolas Pierre) Kohnen (* 25. Oktober 1940 in Luxemburg (Stadt); † 2. März 2015 ebenda) war ein luxemburgischer Germanist, Literatur- und Kulturhistoriker. Er war Professor für Neuere Deutsche Literatur an der Universität Luxemburg. Kohnen befasste sich mit der Kultur- und Geistesgeschichte der Albertus-Universität Königsberg.

## Leben
Kohnen wurde als Sohn des Fotografen Pierre Kohnen und der ungarischen Ballerina Etelka Piroska Sramkó geboren. Von 1946 bis 1954 besuchte er die Grundschule des Großherzogtums Luxemburg, von 1954 bis 1961 das altsprachliche Athénée de Luxembourg. 1961 begann er an der Universität Luxemburg Literatur, Germanistik, Latein und Griechisch zu studieren. Er wechselte an die Universität Nancy, die Sorbonne und die Rheinische Friedrich-Wilhelms-Universität Bonn (Études supérieurs). Das Studium schloss er 1965 mit einem in Luxemburg „Promotion“ genannten Examen ab. 1965/66 diente er in den Streitkräften Luxemburgs. Anschließend arbeitete er als Deutsch-, Latein- und Griechischlehrer in der Stadt Luxemburg. Mit einer Arbeit über Jean Pauls dichterische Gestaltung der Wahrheitssuche in den Romanen Siebenkäs und Titan wurde er 1972 bei Albert Schneider an der Universität Nancy II zum Docteur de 3e cycle promoviert. 
Ab 1976 war er Lehrbeauftragter, ab 1979 Professor für Germanistik am Centre Universitaire de Luxembourg. Nachdem er mit seinem Habilitationsthema zu Theodor Gottlieb von Hippel dem Ältere an deutschen Universitäten auf Desinteresse gestoßen war, kehrte er an die Universität Nancy II zurück, wo er 1982  als Docteur d’État abschloss (entspricht etwa einer Habilitation). 1986–1988 war er Lehrbeauftragter an der Universität des Saarlandes. Ab 1988 war er Mitglied des Institut Grand-Ducal, Section des Arts et des Lettres (Akademie der Wissenschaften). Ab 1990 war er Ständiger Gastprofessor an der Universität Kaliningrad. 1995 wurde er mit dem Prix Spécial Servais ausgezeichnet. 2003–2008 war er Professor der Universität Luxemburg.
Ihm zu Ehren erschien 2006 die Festschrift Europäische Begegnungen. An Veröffentlichungen von Joseph Kohnen sind dort aufgeführt: 7 Monographien, 8 Editionen, 5 wissenschaftliche Sammelwerke, 116 Aufsätze, 15 Rezensionen und Anzeigen und 17 Miszellen. Zu seinen Königsberger Themen gehören Ludwig von Baczko, Luise Adelgunde Victorie Gottsched, Johann Gottfried Herder, Theodor Gottlieb von Hippel der Ältere. Er  propagierte den Begriff Königsberger Jahrhundert.

## Ehrung
- Prix Servais (1995)

## Werke (Auswahl)
- So nicht! Rezension zu Margot Patersons Buch Semgallen Revisited. An Account of Jacob Michael Reinhold Lenz’s Fictional Autobiography „Lebensläufe in aufsteigender Linie“ (1778–1781). In: Lenz-Jahrbuch. Sturm- und Drang-Studien. Bd. 12 (2002/03), Röhrig Universitätsverlag, St. Ingbert 2005, S. 260–268
- Tod und Bauästhetik. Zu einer wesentlichen Seite in Goethes Kunstverständnis. In: Littérature et Architecture. Colloque du 25° anniversaire. In: Revue Luxembourgeoise de Littérature Générale et Comparée. 2004–2005, Numéro special, Luxembourg 2006, S. 50–57
- Bolschoi pojar w Königsberge w serkale poesii tovo vrijemenii (Ein Königsberger Großbrand im Spiegelbild der zeitgenössischen Dichtung). In: Kantovsky sbornik. 26 (Festschrift für Leonard Alexandrovitsch Kalinnikov), Kaliningrad 2007, S. 237–254
- Ludwig von Baczkos Roman „Leben und Leiden meines Vaters Jonathan Eiche“. In: Jens Stüben (Hg.): Ostpreußen – Westpreußen – Danzig. Eine historische Literaturlandschaft (= Schriftenreihe des Bundesinstituts für Kultur und Geschichte der Deutschen im östlichen Europa. Bd. 30). Oldenbourg, München 2007, S. 305–321
- Hippel und Balzac. Todesuniversum im Großstadtraum. In: Revue luxembourgeoise de Littérature Générale et Comparée. Luxembourg 2007, S. 22–31
- Schaffen in der Bescheidenheit. Zur Erinnerung an Ernst Koch (1808–1858). In: Nos cahiers. Letzebuerger Zaitschreft für Kultur. Luxemburg 2007, Heft 4, S. 31–47
- Adelgunde Gottscheds Pietisterey im Fischbein-Rocke und Königsberg. In: Publications de l’Université du Luxembourg. Germanistik, Fascicule XXIII, Luxemburg 2008, S. 1–9
- Ein Pionierdenkmal moderner Prosa. Theodor Gottlieb von Hippels „Vorbericht“ zum Buch Über die Ehe. In: Vernunft – Freiheit – Humanität. Über Johann Gottfried Herder und einige seiner Zeitgenossen. Festgabe für Günter Arnold zum 65. Geburtstag. Lunpeter und Lasel, Eutin 2008, S. 462–476
- Theodor Gottlieb von Hippel als Oberbürgermeister von Königsberg (1781–1796). In: 750 Jahre Königsberg. Beiträge zur Geschichte einer Residenzstadt auf Zeit (= Tagungsberichte der Historischen Kommission für ost- und westpreußische Landesforschung. Bd. 23). N. G. Elwert Verlag, Marburg 2008, S. 186–202
- Vergessene Schriftstellergräber. In: Nos cahiers. Heft 3 (2009), S. 16–31